# Heraklestempel
Heraklestempel sind dem griechischen Halbgott Herakles gewidmete Tempel.
Bekannte Heraklestempel sind bzw. waren:
- Heraklestempel in Agrigent
- Heraklestempel in Dodona
- Heraklestempel in Herakleion
- Heraklestempel in Kleonai
- Heraklestempel bei Nemea auf dem Peloponnes
- Heraklestempel in Rom auf dem Forum Boarium
- Heraklestempel in Theben